# José María Pérez Quintana
José María Pérez Quintana (Murcia, 10 de junio de 1789 – Madrid, 7 de septiembre de 1857) fue un hacendista y político español.  

## Biografía
Empieza su carrera funcionarial como administrador de las Fábricas de Salitre, en 1799, pasando posteriormente a ser secretario para la Reforma de Hacienda, en 1819, intendente de Provincia y director interino de Rentas en 1832 y subsecretario de Hacienda entre 1837 y 1840. Con tal carácter ocupó entre el 1 y el 7 de octubre de 1837 el cargo de ministro de Hacienda. Además fue senador por Granada entre 1837 y 1838, por Jaén en 1840, por Lugo entre 1843 y 1845 y senador vitalicio desde ese último año. Fue Caballero de la Orden de Carlos III.